# Jaral del Progreso
Jaral del Progreso è una città dello stato di Guanajuato, nel Messico centrale, capoluogo dell'omonima municipalità.
La popolazione della municipalità è di 76.890 abitanti e copre un'area di 174,37 km².